# Riftia pachyptila
A Riftia pachyptila a soksertéjűek (Polychaeta) osztályának csőférgek (Canalipalpata) rendjébe, ezen belül a Siboglinidae családjába tartozó faj.

## Rendszertani besorolása
Korábban ezt az élőlényt a Pogonophora és Vestimentifera törzsekbe sorolták. A Riftia pachyptila közeli rokonságban áll az árapály térségben élő mészcsőférgekkel (Serpulidae), mint például a sima mészcsőféreggel (Protula tubularia).

## Előfordulása
A Riftia pachyptila a Csendes-óceán keleti részén található meg, több mint 1,6 kilométer mélységben. A hidrotermális kürtők közelében él. Jól tűri a magas kén-hidrogén szintet.

## Megjelenése és anyagcseréje

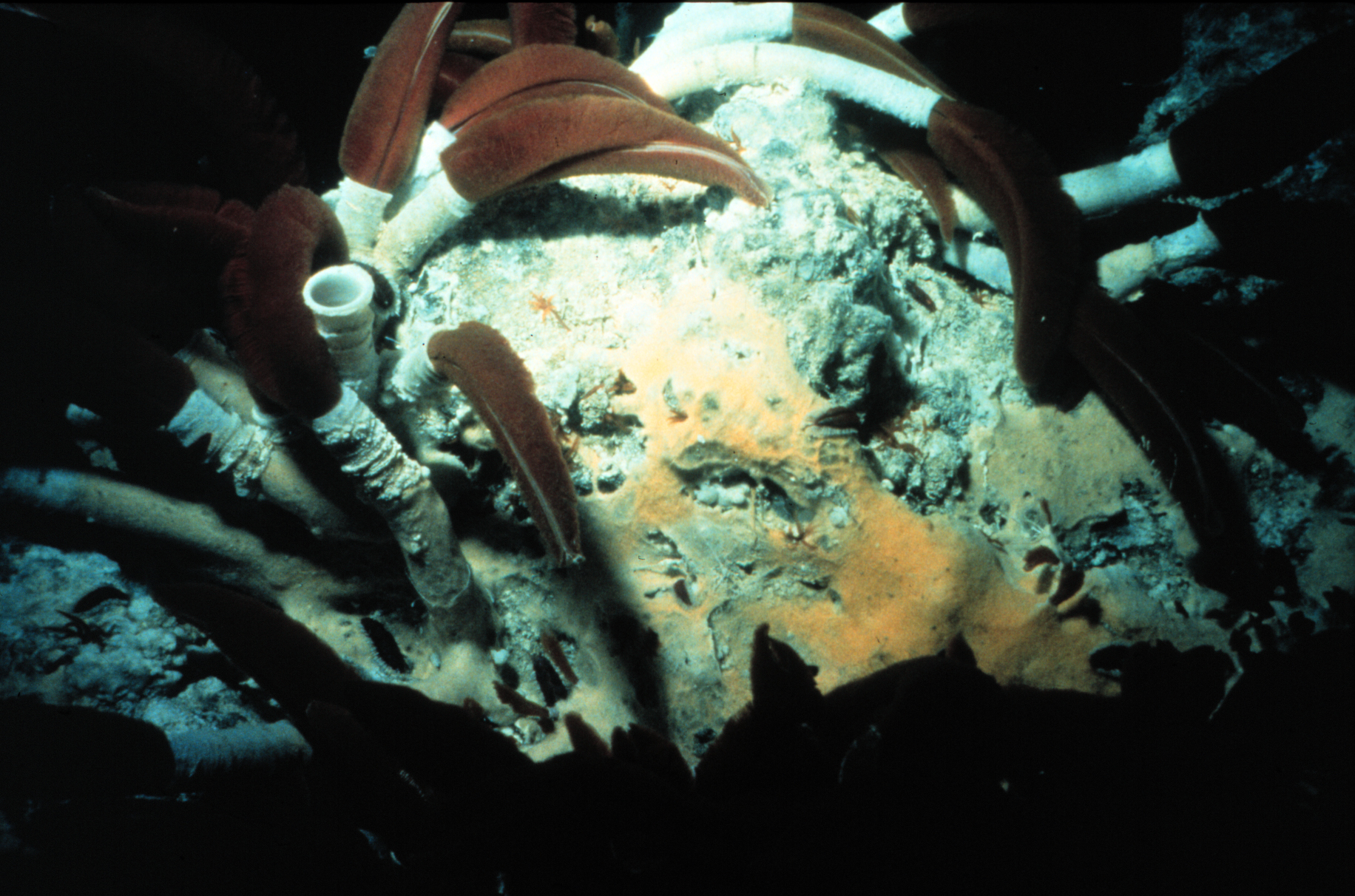
Egy meleg vizű forrás közelében

Ez az óriási csőféreg akár 2,4 méter hosszúra is megnőhet. A csőből kinyúló vörös, gyűrűzött tapogató „tollazat” erősen erezett. Ezekkel szedi fel a számára létszükséges kén-hidrogént, szén-dioxidot, oxigént, stb. A Riftia pachyptilának nemigen van ragadozója, mivel ebben a mélységben csak kevés olyan állat van, amely meg tudná támadni. Ha veszély éri, akkor behúzódik a védelmet nyújtó csőbe. Az állat szimbiózisban él néhány baktérium-fajjal. A baktériumok a csőféreg speciális szerveiben élnek és feldolgozzák az anyagokat, amelyeket a féreg szívott fel; cserébe szerves molekulákat szolgáltatnak a gazdaállatnak. A Riftia pachyptilában olyan sok baktérium élhet, hogy az élőlény testtömegének a felét azok alkotják. Ezt a fajta jelenséget kemoszintézisnek nevezünk, és először Colleen Cavanaugh fedezte fel, miközben még érettségiző diáklány volt.
A tapogatók rikító vörös színét néhány összetett hemoglobin adja, amelyben akár 144 globin-lánc található (valószínűleg mindegyikhez hem szerkezetek tartoznak). Az érdekesség ennél a csőféregnél az, hogy a hemoglobinok képesek oxigént szállítani a kén-hidrogén jelenlétében is, anélkül, hogy „megmérgeződjenek”. A legtöbb faj esetében ez lehetetlen.

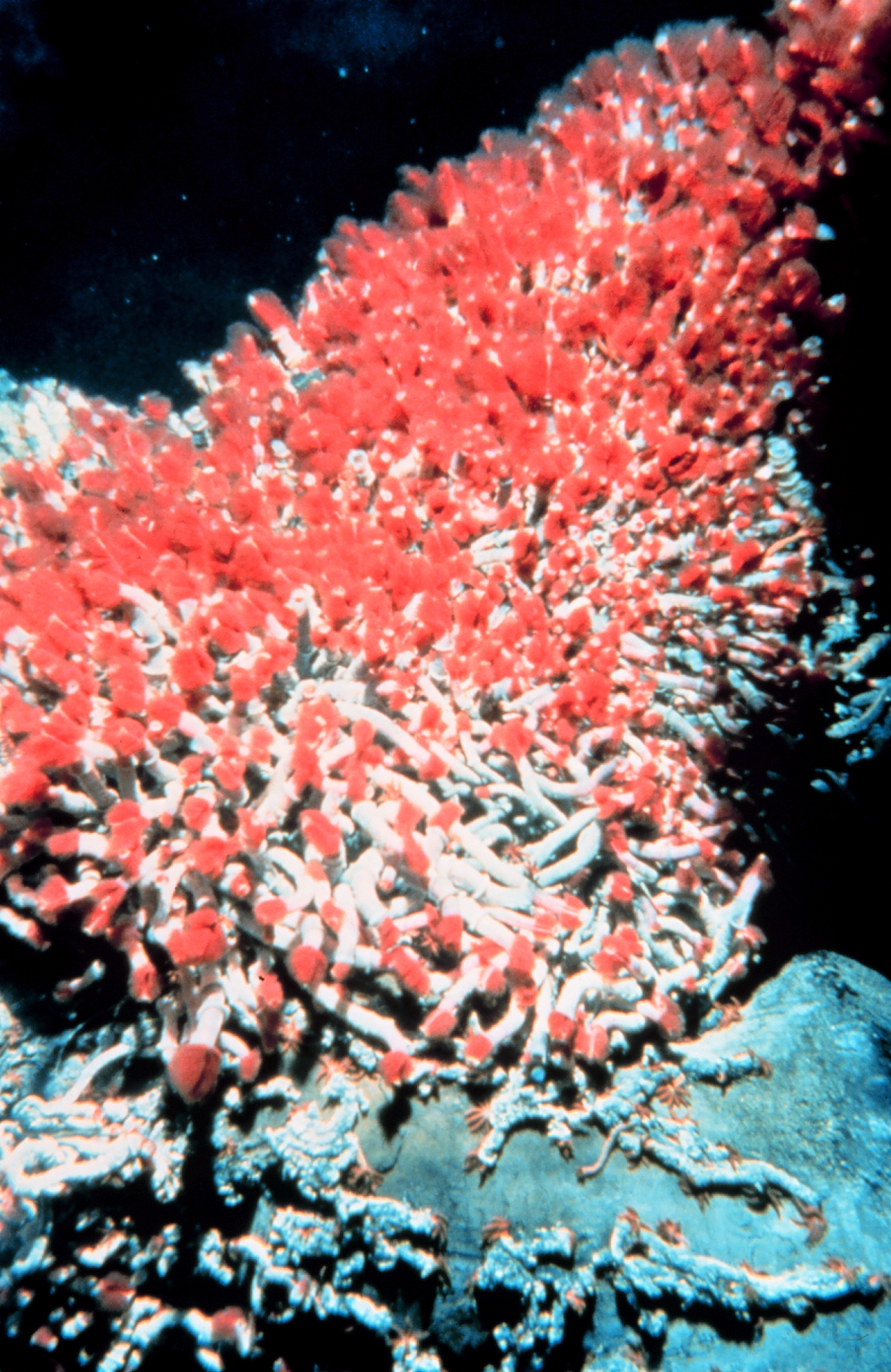
Az élénkvörös tapogatók

A nitrát és nitrit mérgezőek, de a nitrogén szükséges a bioszintetikus folyamatokhoz. Az úgynevezett kemoszintézis során a baktériumok a nitrátból ammónium ionokat állítanak elő, amelyekből később aminosavakat készítenek. Ezeket az aminosavakat aztán áteresztik a csőféregbe. Ahhoz, hogy a Riftia pachyptila ellássa a baktériumait nitrátokkal, a vérében a nitrátsűrűség százszor nagyobb kell, hogy legyen, mint a környező vízben. Ma még nem ismert, hogy a Riftia pachyptila hogyan tűri meg ezt a magas nitrát szintet a vérében.
A Ceuthoecetes rákfajok is szimbiózisban élnek a csőféreggel, vagy csak egyszerűen élősködnek rajta.

### Növekedése
A Riftia pachyptila az egyik leggyorsabban növő és fejlődő tengeri gerinctelen. Már megfigyelték, amint egy új élőhelyen új Riftia pachyptila telep jött létre. Két év sem kellett, és a lárvák 1,5 méteresre megnőttek és ivarérettek lettek. Ez a gyors fejlődés egészen ellentétes a rokon Lamellibrachia luymesi fejlődésével; mivel ez utóbbi élőlény a Mexikói-öböl aljzatán található hideg vizű források közelében él, és hogy elérje a 2 méteres hosszúságot, az körülbelül 170-250 évet igényel. Ennél hosszabb életű férgeket is felfedeztek már.

## Szaporodása
A szaporodáshoz a Riftia pachyptila nőstény lipidekben gazdag petéketbocsát ki magából; ezek azonnal a felszín felé lebegnek. Azután a hímek csoportosan hímivarsejteket eresztenek ki, amelyek a peték után úsznak, megtermékenyítve azokat. Miután a petéből kikelt a lárva, a tengerfenekére úszik, megtapadva egy kövön vagy sziklán.

## Fordítás
- Ez a szócikk részben vagy egészben  a   Giant tube worm című angol Wikipédia-szócikk ezen változatának fordításán alapul.  Az eredeti cikk szerkesztőit annak laptörténete sorolja fel. Ez a jelzés csupán a megfogalmazás eredetét és a szerzői jogokat jelzi, nem szolgál a cikkben szereplő információk forrásmegjelöléseként.

## További irodalom
- Minic, Zoran, Hervé, Guy (2004). „Biochemical and enzymological aspects of the symbiosis between the deep-sea tubeworm Riftia pachyptila and its bacterial endosymbiont”. European Journal of Biochemistry 271 (15), 3093–3102. o. DOI:10.1111/j.1432-1033.2004.04248.x. PMID 15265029.
- Zal, Franck (1996). „The Multi-hemoglobin System of the Hydrothermal Vent Tube Worm Riftia pachyptila: II. Complete polypeptide chain composition investigated by maximum entropy analysis of mass spectra”. Journal of Biological Chemistry 271 (15), 8875–8881. o. [2009. február 10-i dátummal az eredetiből archiválva]. DOI:10.1074/jbc.271.15.8875. PMID 8621529.